# Prowincja Quebecu (1763–1791)
Prowincja Quebecu (ang. Province of Quebec, fr. Province de Québec) – kolonia brytyjska w Ameryce Północnej utworzona w następstwie wojny siedmioletniej. Wielka Brytania zaanektowała francuską Kanadę w wyniku postanowień pokoju paryskiego z 1763 roku, kiedy to król francuski Ludwik XV i jego doradcy wybrali zatrzymanie Gwadelupy ze względu na jej wartościowe plantacje cukru, zamiast Nowej Francji. W wyniku Królewskiej Proklamacji z 1763 roku Kanada (część Nowej Francji) została przemianowana na Prowincję Quebec.
W 1774 roku Parlament Brytyjski uchwalił Ustawę o Quebecu, która umożliwiała kolonii przywrócenie francuskiego prawa zwyczajowego („Coutume de Paris”) obok brytyjskiego systemu prawnego common law oraz umożliwiała pobieranie dziesięciny przez Kościół katolicki. Ustawa zwiększyła również terytorium kolonii, włączając do niej Kraj Ohio i Kraj Illinois.
Quebec zachował swój system senioralny po podboju brytyjskim. Po napływie lojalistów uciekających przed amerykańską wojną o niepodległość, demografia kolonii zmieniła się, obok francuskojęzycznych Kanadyjczyków pojawili się tutaj również anglojęzyczni i protestanccy uciekinierzy z Trzynastu Kolonii. Osiedlali się oni m.in. w Kantonach Wschodnich i Montrealu, jednak większość osiadła w odludnym regionie Pays d'en Haut („Górny Kraj”), na zachód od Ottawy. Ustawa o Kanadzie z 1791 roku podzieliła kolonię na dwie części wzdłuż Ottawy, tak aby anglojęzyczna część zachodnia (Górna Kanada) mogła używać brytyjskiego systemu prawnego. Francuskojęzyczną część wschodnią nazwano Dolną Kanadą.